# 貝爾坎省

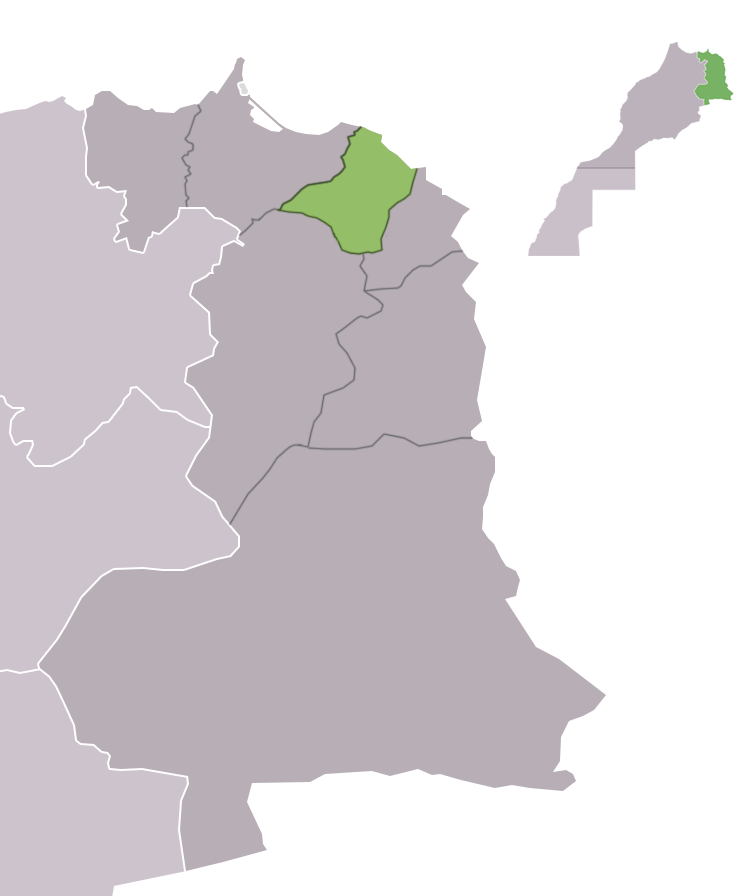

貝爾坎省（阿拉伯语：‎），是摩洛哥的省份，位於該國東北部，由東部大區負責管轄，首府設於拜爾坎，面積1,804平方公里，2014年人口289,137，人口密度每平方公里160人。